# 1903 год в спорте
Список 1903 год в спорте перечисляет спортивные события, произошедшие в 1903 году.

## Российская империя
- Чемпионат России по конькобежному спорту 1903;

### Шахматы
- Всероссийский турнир 1903;

### Шашки
- Шашечный листок;

## Международные события
- Кубок домашних наций 1903;
- Тур де Франс 1903;

### Чемпионаты Европы
- Чемпионат Европы по конькобежному спорту 1903;

### Чемпионаты мира
- Чемпионат мира по тяжёлой атлетике 1903;
- Чемпионат мира по фигурному катанию 1903;

### Регби
- Кубок домашних наций 1903;

### Футбол
- Чемпионат Уругвая по футболу 1903;
- Созданы клубы:
  - «Артуро Фернандес Виаль»;
  - «Атлетико Мадрид»;
  - «Б-1903»;
  - «Бабельсберг 03»;
  - «Бадалона»;
  - БАСК;
  - «Бассано Виртус»;
  - «Бешикташ»;
  - «Боавишта»;
  - «Брест» (Франция);
  - «Брэдфорд Сити»;
  - «ВВВ-Венло»;
  - «Вестманнаэйяр»;
  - «Виктория» (Жижков);
  - «Гремио»;
  - «Гуарани» (Асунсьон);
  - «Дандолк»;
  - «Загреб»;
  - «Ист Файф»;
  - «Карл Цейсс»;
  - «Кладно»;
  - «Лехия» (Львов);
  - «Монтевидео Уондерерс»;
  - «Нафта»;
  - «Ньюэллс Олд Бойз»;
  - «Пари Жан-Буэн»;
  - «Пирмазенс»;
  - «Плауэн»;
  - «Расинг» (Авельянеда);
  - «Реал Авилес»;
  - «Саарбрюккен»;
  - «Сабадель»;
  - «Сантьяго Морнинг»;
  - «Сарпсборг»;
  - «Сундсвалль»;
  - «Фредрикстад»;
  - ХАШК;
  - «Хераклес» (Алмело);
  - «Эллас Верона»;

#### Англия
- Футбольная лига Англии 1902/1903;
- Футбольная лига Англии 1903/1904;

### Хоккей с шайбой
- Создан клуб ЛТЦ Прага;

## Персоналии

### Родились
- 19 июня — Лу Гериг, американский бейсболист († 1941).